# Huisgill Burn
De Huisgill Burn is een rivier op Isle of Skye in Schotland. Hij is vier kilometer lang en begint in Loch a' Ghille-chnapain en in Loch nan Uan. De Huisgill Burn maakt een totale daling van 120 meter en eindigt in de Talisker River.